# Волшебные покровители: Повзрослей, Тимми Тёрнер!
«Волшебные покровители: Повзрослей, Тимми Тёрнер!» (англ. A Fairly Odd Movie: Grow Up, Timmy Turner!) — американско-канадский семейный фильм Сэваджа Стива Холлэнда, снятый по мотивам мультсериала Волшебные покровители. Фильм вышел: 9 июля 2011 года.

## Сюжет
Тимми Тёрнеру уже не 10 лет — ему 23 года. Странное развитие Тимми происходит от того, что он не хочет расставаться со своими волшебными покровителями, Космо, Вандой и Пуфом. Ведь правила гласят: «Тот, кто взрослеет, теряет своих волшебных покровителей!»
В Диммсдейл возвращается Тутти, в прошлом надоедливая и страшненькая поклонница Тимми, но она стала очень даже симпатичной девушкой. Тимми понимает, что должен сделать выбор. Остаться 10-летним мальчиком, тем самым сохранив своих волшебных покровителей или выбрать Тутти и тем самым потерять Космо, Ванду и Пуфа навсегда.

## В ролях
- Дрейк Белл — Тимми Тёрнер
- Даниэлла Моне — Тутти
- Джейсон Александер — Космо Косма
- Шерил Хайнс — Ванда Косма
- Марк Гиббон — Йорген Фон Стрэнгл
- Дэвид Льюис — Дензел Крокер
- Даран Норрис — Папа Тимми, Космо (озвучка)
- Терил Ротери — Мама Тимми
- Дейвон Вейгель — Викки
- Эдди Дизен — Элмер
- Эдди Дизен — Ванда (озвучка)
- Тара Стронг — Пуф (озвучка)